# Parastenhelia anglica
Parastenhelia anglica är en kräftdjursart som beskrevs av Norman och T. Scott 1905. Parastenhelia anglica ingår i släktet Parastenhelia och familjen Parastenheliidae. Inga underarter finns listade i Catalogue of Life.